# Estela Doiro
Estela Doiro Rodríguez (La Guardia, 28 de diciembre de 1990) es una jugadora de balonmano española que juega en el Málaga Costa del Sol y en la selección española.

## Trayectoria

### Clubes
Comenzó su formación en el balonmano en las categorías inferiores del Club Balonman Atlético Guardés, de la mano de Gil. que fue al colegio donde Estela estaba. Con 16 años se mudó al Balonmano Porriño para debutar en la máxima competición nacional dos años después tras el ascenso del Porriño a División de Honor. En la temporada 2012 hace el camino de vuelta y ficha por el club de su ciudad natal
La gran capitana del Mecalia Atlético Guardés campeón de Liga en 2017 recaló en el Rincón Fertilidad Málaga en la temporada 2019–20 tras unas desavenencias con la dirección del equipo guardés. Con el conjunto malagueño participó activamente en la consecución de la Copa de la Reina del 2020, donde fue elegida como MVP de la final y la del 2022 frente a su ex-equipo. Además se proclamó campeona de la EHF European Cup con las panteras en la temporada 2020-21 contribuyendo con 27 goles en esa competición y se alzó con el título de supercampeona de España tras marcar el gol ganador en el partido ante el bera bera. En la temporada 2022–23 completó el poker de títulos ganando con el equipo costasoleño la Liga Guerreras Iberdrola.
Forma, junto a Silvia Arderius y Espe López la primera línea más baja de la Liga Guerreras Iberdrola (1.65, 1.69 y 1.57 respectivamente).

#### Datos (Actualizados a septiembre de 2023)[14]
| Liga     | Liga  | Copa     | Copa  | Europa   | Europa |
| Partidos | Goles | Partidos | Goles | Partidos | Goles  |
| -------- | ----- | -------- | ----- | -------- | ------ |
| 269      | 1106  | 28       | 104   | 38       | 105    |

### Selección
Cinco veces internacional y cuatro goles con la selección absoluta española, debutó en el 2011 en un Torneo Internacional 4 Naciones. Volvió al combinado nacional en unos partidos de preparación ante Rumanía en Huesca en el año 2017 y en el 2020 a las jornadas de concentración Objetivo 2021.
Con el equipo junior completó un total de 39 partidos y 13 con la selección española universitaria, con la que compitió en 2 campeonatos del mundo universitarios: Málaga 2016, donde se proclamó campeona del mundo y Guimaraes 2014. La primera línea guardesa se lesionó en el primer partido del mundial pero permaneció junto al equipo durante todo el torneo y celebró la victoria desde el banquillo.

### Selección española
- 1 x Campeonato del Mundo Universitario (2016)

### Clubes
- 2 x Liga Guerreras Iberdrola (2016–17, 2022–23)
- 2 x Copa de la Reina de balonmano (2019–20, 2021–22)
- 1 x Supercopa de España (2021)
- 1 x Copa de la EHF (2021)

#### Premios individuales
- MVP de la final de la Copa de la Reina 2020.[17]
- Mejor deportista de Porriño (2011)[18]

## Vida
Amante de su pueblo (y del pabellón de su ciudad natal), la podrás ver oyendo la canción "Simply the Best" de Tina Turner. Admiradora de Rafa Nadal, Marta Mangué y la pivote gallega Begoña Fernández, disfruta de una buena tortilla de patatas. No le gusta perder y es muy supersticiosa, casi tanto como seguidora del Real Madrid. 
Es graduada en Ciencias de la Actividad Física y del Deporte y en Educación Primaria por la Universidad de Vigo y maestra en un colegio andaluz.

### Discapacidad
La jugadora guardesa descubrió en plena pandemia que tenía un problema auditivo. Para sortear la otosclerosis, una enfermedad degenerativa (y hereditaria)  le recomendaron operarse y ponerse un implante coclear, pero como era incompatible con el balonmano, se decidió por un audífono que lleva en su vida normal y no le impide seguir ejerciendo de jugadora profesional.

## Otras páginas
- Ficha en la web del Costa del Sol Málaga.
- Instagram
- Twitter